# Chris Wiesendanger
Chris Wiesendanger (* 11. Oktober 1965 in Zürich) ist ein Schweizer Jazzmusiker (Piano, Keyboards, Komposition).

## Leben und Wirken
Wiesendanger begann bereits im Alter von drei Jahren auf dem Piano und Cembalo der Eltern Gehörtes nachzuspielen und zu improvisieren. Er erhielt zehn Jahre klassischen  Klavierunterricht und gründete mit 16 Jahren erste eigene professionelle Band, zu der auch sein Bruder Urs Wiesendanger gehörte. Später arbeitete er mit Jürg Grau, Koni Weber, Herbie Kopf und Elmar Frey. Im Zürcher Jazzclub Bazillus spielte er mit Musikern wie Eddie Harris, Ray Anderson, Lester Bowie, Michael Brecker oder Carmen McRae. Daneben traten zunehmend Auftritte mit eigenen Bands auf grossen internationalen Festivals wie dem North Sea Jazz Festival, dem Montreux Jazz Festival oder dem JVC Festival New York und auch Auftritte in Australien und Japan.
Wiesendanger studierte Komposition, Theorie und Klavier in New York City an der Juilliard School of Music. Während des Studiums arbeitete er mit Musikern der New Yorker Jazzszene wie Jim Black, Joshua Redman oder Mark Turner. Er arbeitet seit längerer Zeit mit zwei verschiedenen Trios, einerseits mit Christian Weber und Dieter Ulrich, andererseits mit Dominique Girod (Kontrabass) und Christian Wolfarth (Schlagzeug). 2004 gründete er sein Nonett Undersong und schrieb Kompositionen für dieses Ensemble; seine Kompositionen wurden auch vom Lucerne Jazz Orchestra gespielt. Daneben leitete er die Gruppe Urban Village. Auch spielt er im Duo mit Jürg Wickihalder, gehört zum Sextett von Co Streiff und begleitete Daniel Pezzotti sowie Barbara Balzan.
Wiesendanger unterrichtet an der Musikhochschule Luzern und der Zürcher Hochschule der Künste.

## Diskographische Hinweise
- Chris Wiesendanger Trio: Live at Moods (Brambus, 1998, mit Dominique Girod, Elmar Frey)
- Organ-X: Time to Talk (Privave Records, mit Roberto Bossard, Elmar Frey)
- Bardo (Altrisuoni, 2000, mit Dominique Girod, Elmar Frey)
- Urban Village: FreshSound (NewTalent, 2001, mit Mark Turner, Ben Street, Nasheet Waits)
- Wiesendanger/Wickihalter A Feeling for Someone (Intakt Records 2007)
- Acoustic Solo Piano Works Volume Two (2019)

## Lexigraphische Einträge
- Bruno Spoerri (Hrsg.): Biografisches Lexikon des Schweizer Jazz. CD-Beilage zu: Spoerri, Bruno (Hrsg.): Jazz in der Schweiz. Geschichte und Geschichten. Chronos-Verlag, Zürich 2005, ISBN 3-0340-0739-6.